# Apeadeiro de Regueira de Pontes
O Apeadeiro de Regueira de Pontes é uma gare ferroviária encerrada da Linha do Oeste, que servia a localidade de Regueira de Pontes, no concelho de Leiria, em Portugal.

## História
Este apeadeiro faz parte do troço da Linha do Oeste entre Leiria e Figueira da Foz, que entrou ao serviço em 17 de Julho de 1888, pela Companhia Real dos Caminhos de Ferro Portugueses.